# مقاطعة مانيتووك (ويسكونسن)
مقاطعة مانيتووك (بالإنجليزية: Manitowoc County, Wisconsin)‏ هي إحدى مقاطعات ولاية ويسكونسن في الولايات المتحدة. ، وتبلغ مساحتها 1,494 ميل مربع (3,870 كـم2)، بلغ عدد سكانها 81442 نسمة في عام 2010 حسب إحصاء مكتب تعداد الولايات المتحدة .

## معرض صور

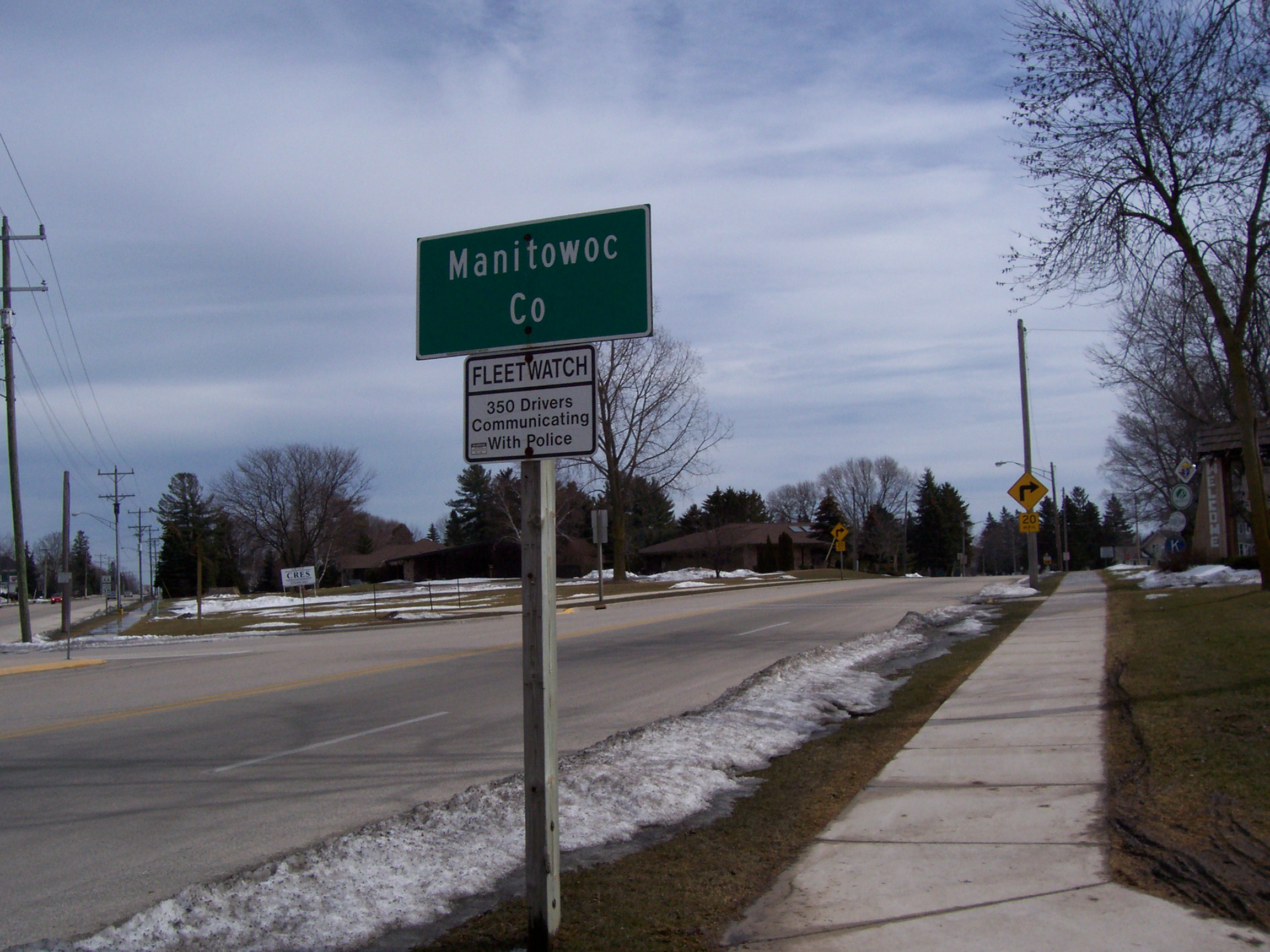
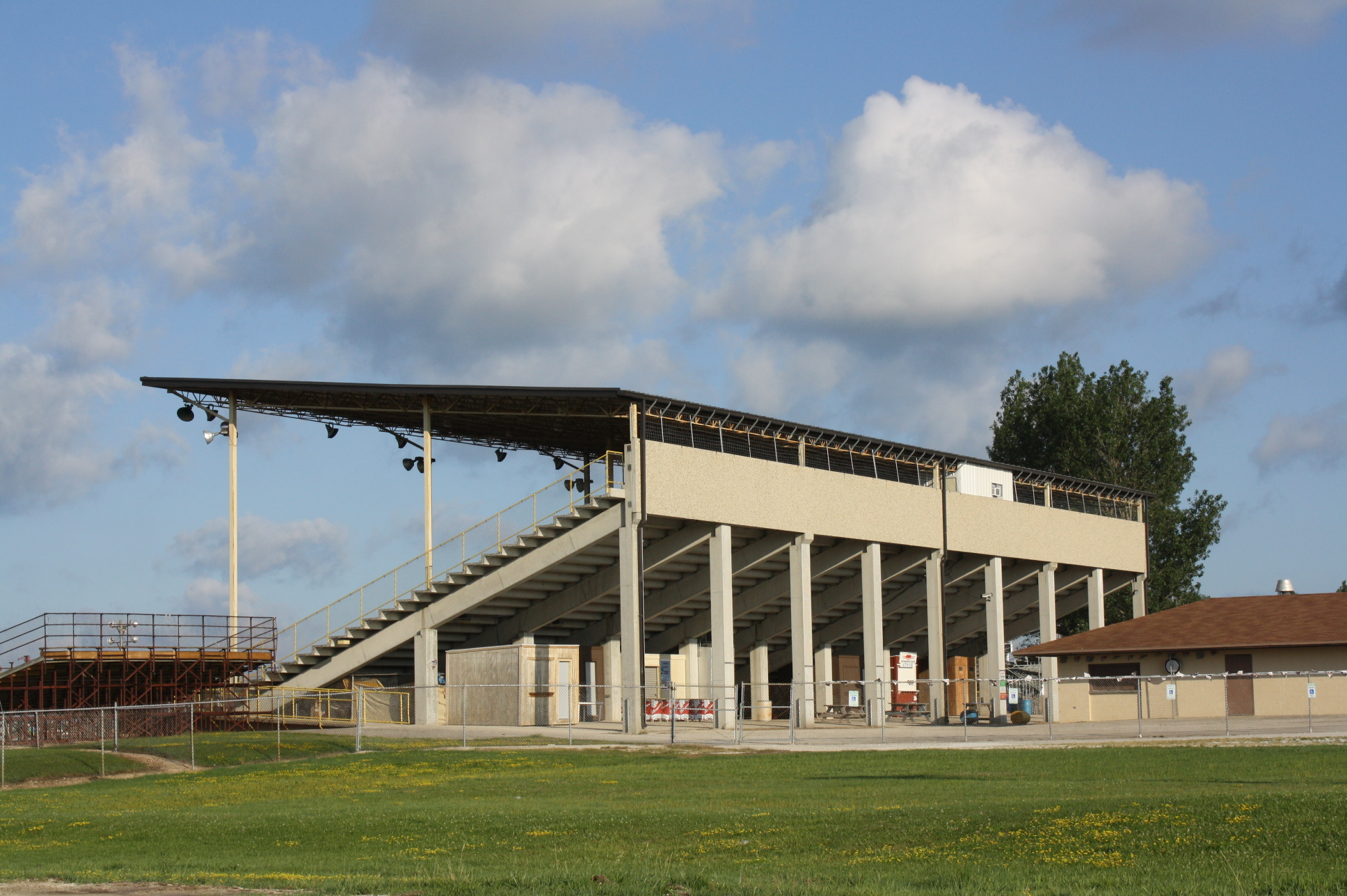
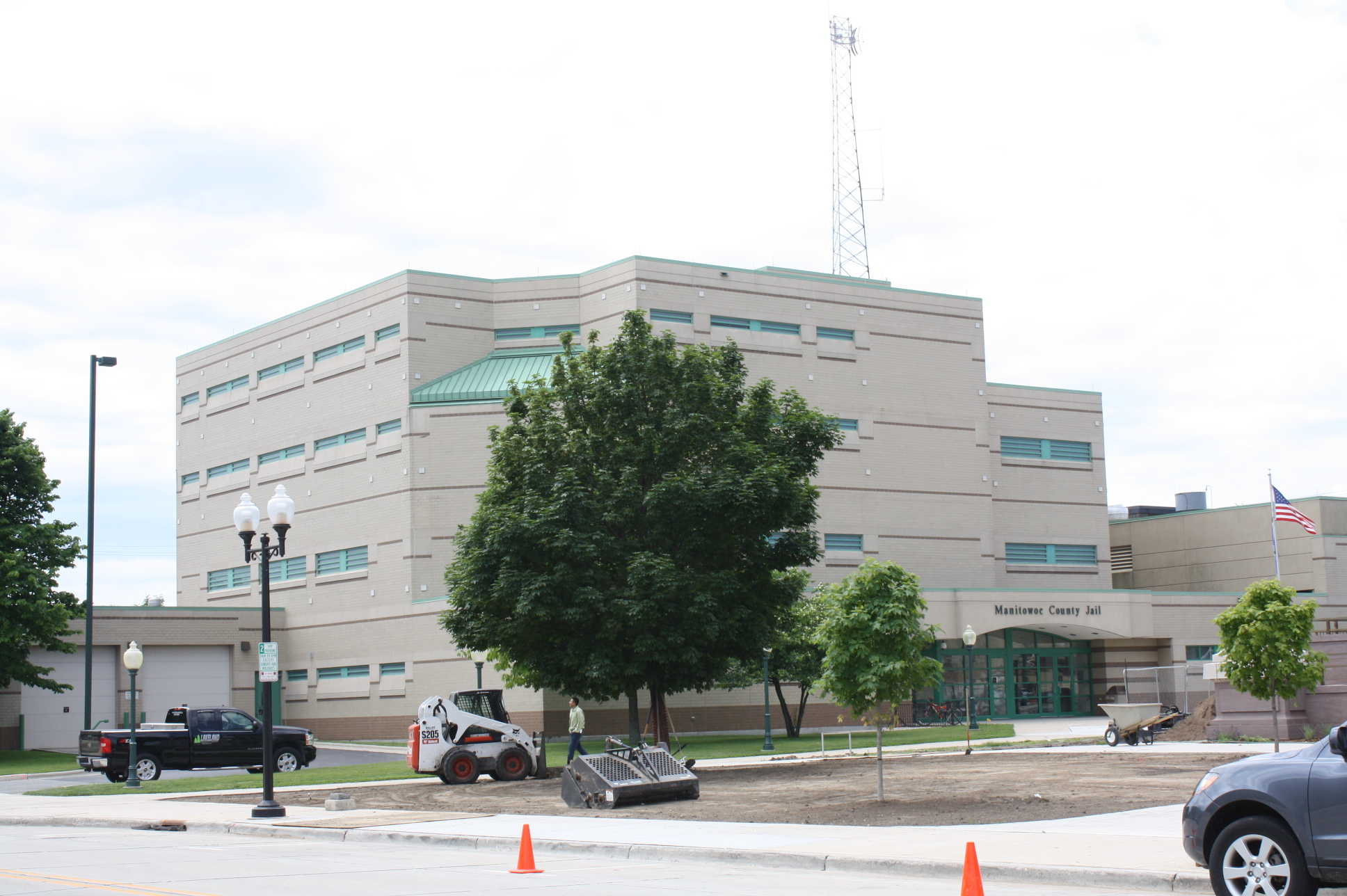

## أعلام
- ستيفن أفيري

## وصلات خارجية
- الموقع الرسمي
- United States Counties